# Kobieta w islamie
Artykuł analizuje religijną, społeczną i kulturową sytuację kobiet w społeczeństwach muzułmańskich.

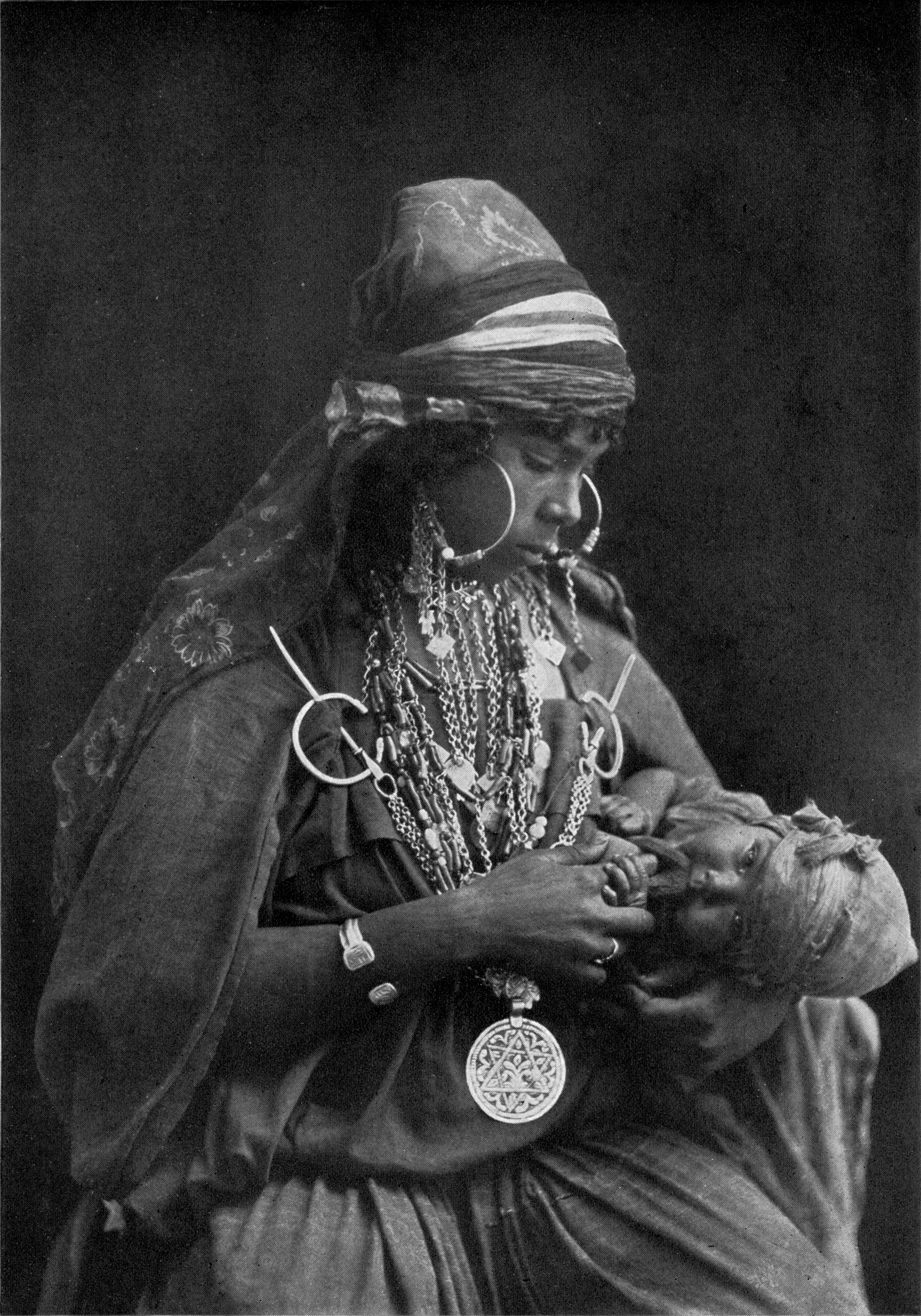
Beduinka z dzieckiem

## Kobieta w Koranie
Koran zawiera pozytywne i humanitarne, ale także negatywne i kontrowersyjne opinie i zalecenia dotyczące kobiet. Fragmenty Koranu (w tłumaczeniu Jana Murzy Tarak-Buczackiego) są w tym rozdziale cytowane dosłownie. Mogą być one różnie interpretowane przez różne ośrodki studiów koranicznych; szczególnie tak kontrowersyjne zalecenia jak bicie żon. Ocena przesłania Koranu jako pozytywnego lub kontrowersyjnego oparta jest na normach, przyjętych w Powszechnej Deklaracji Praw Człowieka ONZ.

### Pozytywne przesłanie
- Koran podkreśla, że kobieta jest istotą ludzką, stworzoną przez Allaha: Śmiertelni! bójcie się Pana, który was wszystkich z jednego wyprowadził człowieka, dla którego utworzył niewiastę i okrył ich potomstwem ziemię (4:1). Zakazane jest również zabijanie córek w razie braku pieniędzy na posag lub możliwości utrzymania ich (w czasach Mahometa zabójstwa dziewczynek na Półwyspie Arabskim były bardzo częste).
- Podkreśla wartość wzajemnej miłości małżonków w oczach Allaha: Stworzenie waszych żon ze krwi waszej, iżbyście mieszkali z niemi; miłość i pobożność które położył w wasze serca, głoszą Jego dobrodziejstwa w oczach tych którzy wierzą (30:20).
- W przeciwieństwie do Biblii Koran nie wspomina imiennie Ewy i całą winą za grzech pierworodny obciąża Adama (20:21-22)
- Koran, obok negatywnych postaci kobiet przedstawia pozytywne, np. o Marii, matce Jezusa, Koran wypowiada się z szacunkiem i czcią: potwierdza jej pobożność, dziewictwo i posłuszeństwo woli Allaha: Anioł powiedział do Maryi: Bóg cię wybrał, oczyścił, jesteś wybraną pomiędzy wszystkiemi niewiastami (3:37).
- Potępia zabijanie noworodków płci żeńskiej: Przypisują Najwyższemu córki, chwała Jemu! A nie chcieliby mieć je sami. Gdy się z nich który dowie o urodzeniu się córki, smutek zachmurza jego czoło. Kryje się przed ludem z powodu tej smutnej nowiny. Czyż powinien zachować to potomstwo, czy też je o śmierć przyprawić? Te ich mniemania niesąż świętokradzkie? (16:59-61).
- Gwarantowane jest kobietom minimum praw majątkowych i okresowe zamieszkanie i wyżywienie po rozwodzie, a także utrzymanie przez męża w czasie trwania małżeństwa. Wdowy powinny mieć zapewnione mieszkanie i utrzymanie przez rok po śmierci męża.
- Nie ma różnic między mężczyzną i kobietą w płaszczyźnie czysto religijnej: Wierni obojej płci, którzy strzegą pobożności i sprawiedliwości, są cierpliwi i pokorni, którzy dają, jałmużnę, zachowują posty i żyjąc w powściągliwości, myślą o Panu, przyjemni są niebu, chwalebne nagrody otrzymają za swe cnoty (33:35).

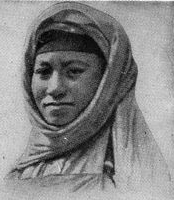
Muzułmanka z Algierii

### Negatywne przesłanie
Koran podkreśla różnice między płciami, wyraźnie określając kobiety jako gorsze od mężczyzn:
- Mężczyzna pod każdym względem przewyższa kobietę: ...niewiasty postępować powinny ze wszelką, przystojnością, a mężowie tak samo z niemi, ale mężowie mają stopień wyżej nad niewiastami (2:228).
- Kobieta jest istotą pustą i bezmyślną: Czyż powiedzą, że Przedwieczny jest ojcem tak wymyślnego stworzenia jako jest córka, której młodość przebiega na ubieraniu się i przyozdabianiu i która zawsze spiera się bezzasadnie? (43:17).

- Kobieta nie jest zdolna do samodzielnego życia bez pomocy mężczyzny: Mężczyźni mają pierwszeństwo nad kobietami, ponieważ Bóg dał im wyższość nad niemi i wyposaża je przez mężczyzn (4:38).
- Kobieta musi być posłuszna mężczyźnie i może być zmuszona do tego biciem, jeśli inne środki okażą się niewystarczające: Żony powinny być posłuszne, zachowywać tajemnice mężów swoich, gdyż pod ich straż niebo je oddało; mężowie doznający ich nieposłuszeństwa, mogą je karać, zostawić w osobnych lożach, a nawet bić je; uległość niewiast powinna dla nich być ochroną od złego z niemi obchodzenia się (4:34). We współczesnych tłumaczeniach Koranu słowo „bić” jest tłumaczone jako „odsuwać się (od nich)”.
- Kobiety muszą zakrywać ciała, a według niektórych interpretacji także twarze (jednak w samym Koranie nie ma dosłownego nakazu zakrywania twarzy ani włosów) (edit: zależy od tłumaczenia, po arabsku jest w podanym wersie): Powiedz wierzącym kobietom, żeby spuszczały skromnie swoje spojrzenia i strzegły swojej czystości; i żeby pokazywały jedynie te ozdoby, które są widoczne na zewnątrz; i żeby narzucały zasłony na piersi (edit: tłumaczenie z arabskiego al juyubihinne: obszar ich twarzy, szyi i dekoltu), i pokazywały swoje ozdoby jedynie swoim mężom lub ojcom, albo ojcom swoich mężów, albo swoim synom lub synom swoich mężów, albo swoim braciom, albo synom braci, lub synom swoich sióstr; lub ich żonom, lub tym, którymi zawładnęły ich prawice; albo swoim służącym spośród mężczyzn, którzy nie są owładnięci pożądaniem cielesnym; albo też chłopcom, którzy nie poznali nagości kobiet (24:31).
- Muzułmanka nie może poślubić „niewiernego”, podczas gdy muzułmanin może pojąć za żonę żydówkę, chrześcijankę lub czcicielkę ognia (2:221).
- Mężczyzna może (poza okresem menstruacji i okołoporodowym) zawsze wymagać od żony współżycia seksualnego: Wasze żony są to wasze pola, uprawiajcie je, ilekroć wam podobać się będzie (2:223).
- Kobieta dziedziczy znacznie mniej majątku, niż mężczyzna: Bóg ci zaleca; abyś podzielając majątek swój między swe dzieci, synom dwa razy tyle dawał, co dajesz córkom (4:12).
- Kobieta ma przed sądami mniej praw, niż mężczyzna: Niech wezmą dwóch ludzi za świadków, albo w niedostatku jednego lub dwie niewiasty, wybrane według waszej woli; jeżeli by jedna z nich pomyliła się przez zapomnienie, druga jej przypomni prawdę (2:282).

## Szariat
Prawo islamskie wprowadza dalsze uściślenia sytuacji kobiet:
- Na podstawie hadisów Al-Buchariego (które głoszą, że kobieta jest z natury gorsza i niepobożna, nie nadaje się na przywódcę i nie wolno jej rozkazywać mężczyznom) większość społeczeństw muzułmańskich sprzeciwia się obejmowaniu przez kobiety wszelkich ważniejszych stanowisk w polityce, nauce i biznesie. Jednak hadis Buchari’ego mówiący o braku powodzenia tych, którymi rządzi kobieta, jest uznawany za nieprawdziwy[potrzebny przypis], przeciwstawia się to przykładowi A'iszy, która dowodziła mężczyznami w Bitwie Wielbłądziej przeciw stronnictwu Alego.
- Za popełnienie cudzołóstwa muzułmanka może być skazana na śmierć (również muzułmanin – jednak wobec mężczyzn nie jest to zwyczajowo stosowane), jednak dopiero jeśli jej winę potwierdzą 4 bezpośredni świadkowie lub pozamałżeńska ciąża. W niektórych jurysdykcjach kobiety, będące ofiarami zgwałcenia, mogą być oskarżone o cudzołóstwo, o ile wina sprawcy nie zostanie potwierdzona przez czterech świadków[potrzebny przypis].
- Żona-niemuzułmanka nie odziedziczy nic po śmierci męża-muzułmanina.
- Jeśli muzułmanin ożeni się z „niewierną”, może ograniczać jej praktyki religijne (np. zakazywać posiadania książek i symboli religijnych, zakazywać chodzenia do kościoła), aby „nie szerzyła w domu zgorszenia”. Jednak według listu proroka Mahometa do zakonników z góry Synaj[potrzebny przypis] muzułmanin nie może swojej żonie chrześcijance zabraniać uczestniczyć w jej obrzędach religijnych i chodzić do kościoła.
- Prawo do opieki nad dziećmi przysługuje w razie rozwodu wyłącznie mężowi. Zdania tutaj są podzielone ze względu na hadisy, które przekazują, iż prorok Mahomet pozwalał wybierać podrośniętym już dzieciom, z którym rodzicem chcą pozostać[1]. W wypadku bardzo małych dzieci, które same nie mogą podjąć decyzji, pierwszeństwo opieki przysługuje matce[potrzebny przypis].
- Dzieci z małżeństwa muzułmanina z „niewierną” muszą być wychowywane w islamie.
- Żona może uzyskać rozwód na swoją prośbę (hula), jeżeli przekona sąd o konieczności rozwodu (np. z powodu ciągłego znęcania się męża nad nią). Może uzyskać rozwód również z powodu zwykłej niechęci do męża (Małdudi), jednak wtedy musi zwrócić mu swój posag.
- Mahr, czyli zapłata za żonę, stanowi zabezpieczenie przed arbitralnym rozwodem na żądanie męża (ponieważ mahr musi być wówczas zwrócony). Z powodu obowiązkowego mahr znacznie więcej muzułmanów niż „niewiernych" nigdy się nie żeni.
- Wśród szyitów tolerowana jest zakamuflowana prostytucja w postaci tzw. „czasowego małżeństwa” (mut’a), zwykle zawieranego na 1 noc i rano kończącego się rozwodem.
- Kontrakt przedmałżeński (w praktyce rzadko sporządzany) precyzuje wiele dziedzin, np. miejsce zamieszkania i zgodę żony na poligamię męża.
- W sferze seksualnej kilka hadisów nakazuje mężczyźnie zaspokoić najpierw kobietę, a dopiero potem siebie[potrzebny przypis].
- Kobieta nie może objąć funkcji imama, jeśli w grupie wiernych są mężczyźni.
- Za niezamierzone zabójstwo lub okaleczenie kobiety należy zapłacić połowę grzywny (dija) płaconej w przypadku mężczyzny; jest to spowodowane tym, iż mężczyzna utrzymuje rodzinę, dlatego opłata za niego jest podwójna.

W znacznej większości krajów muzułmańskich (z wyjątkiem Turcji, Tunezji i krajów postkomunistycznych, takich jak Albania) prawo karne i cywilne w różnym stopniu inspiruje się szariatem. W niektórych krajach, np. w Sudanie i Afganistanie, szariat stosowany jest bezpośrednio.
Obrzezanie kobiet (polegające na wycięciu najbardziej zewnętrznych części narządów rodnych) nie ma uzasadnienia w Koranie ani w Szariacie, ale jest rozpowszechnionym prawem zwyczajowym, głównie wśród muzułmanów z Egiptu, Sudanu, Somalii, Etiopii i innych krajów Afryki subsaharyjskiej (do równika). Praktyka ta wynika z przekonania, że kobieta jest z natury „rozwiązła” i wymaga „poskromienia” (zabieg ten może prowadzić do śmierci z powodu zakażenia).

## Uzasadnienie sytuacji kobiet w islamie

### Ubiór
Wielu muzułmanów twierdzi, że kwestia ubioru należy raczej do adat, niż wyższych źródeł prawa (Koran i sunna). Nie jest to prawdą, ponieważ Koran zawiera wyraźne wskazania (hidżab), dotyczące skromności:
„Powiedz wierzącym kobietom, żeby spuszczały skromnie swoje spojrzenia i strzegły swojej czystości; i żeby pokazywały jedynie te ozdoby, które są widoczne na zewnątrz; i żeby narzucały zasłony na piersi, i pokazywały swoje ozdoby jedynie swoim mężom lub ojcom, albo ojcom swoich mężów, albo swoim synom lub synom swoich mężów, albo swoim braciom, albo synom braci, lub synom swoich sióstr; lub ich żonom, lub tym, którymi zawładnęły ich prawice; albo swoim służącym spośród mężczyzn, którzy nie są owładnięci pożądaniem cielesnym; albo też chłopcom, którzy nie poznali nagości kobiet. I niech one nie stąpają tak, aby było wiadomo, jakie ukrywają ozdoby. Nawracajcie się wszyscy do Boga, o wy wierzący! Być może, będziecie szczęśliwi!” (24:31).
Ponadto obnażania się zakazują hadisy:
- Prorok powiedział: „Od kiedy dziewczyna zacznie miesiączkować, nie jest właściwe dla niej, by pokazywała swoje ciało oprócz tego i tego” - i wskazał na dłonie i twarz (Sunān abu Dāwūd, przekazała A’isza)
- „Allah nie wysłuchuje modlitw kobiety, która osiągnęła wiek dojrzewania, jeśli obnaża ona swoje ciało” (Sunān abu Dāwūd, przekazała A'isza).

U Tuaregów kobiety nie zakrywają twarzy, lecz robią to mężczyźni. Jednak Tuaregowie są tylko marginalną i nieliczną grupą mało ortodoksyjnych wyznawców islamu. W wielu krajach muzułmańskich kobiety pokazują się z odkrytą twarzą, a nawet z nieprzykrytymi włosami (szczególnie w Turcji, Maroku i Libanie), podczas gdy w Iranie i Arabii Saudyjskiej kobieta pokazująca się w miejscu publicznym bez czadoru podlega karze (dotyczy to wszystkich kobiet- bez względu na wyznawaną religię). W krajach takich jak Czeczenia, Dagestan i Uzbekistan, obserwuje się powrót kobiet do hidżabu, mimo że za rządów sowieckich ubierały się one przeważnie na modłę europejską.
Istnieje tradycja, że pierwsze zalecenia zakrywania całego ciała wyszły od A’iszy – żony Mahometa, która twierdziła, że jeżeli kobiety będą się okrywały razem z twarzą, to mężczyźni przestaną zwracać uwagę na ich ciało, a będą je kochali za zalety duszy i umysłu. Obecnie wielu muzułmanów uważa, że nakazy islamu dotyczące ubioru kobiet pozwalają kobietom uniknąć napastowania seksualnego i innych niestosownych zachowań ze strony mężczyzn. Przepisy dotyczące skromności istnieją również w judaizmie (tak zwane ceni'ut) i u mormonów. Z kolei w krajach kultury europejskiej takie nakazy uważa się za przejaw ograniczenia wolności jednostki.

### Traktowanie kobiet
Koran zawiera inne kwestie regulujące pozycję kobiet w społeczeństwie. Z jednej strony Koran dopuszcza bicie kobiet (nie zawiera takiego przyzwolenia ani Tora, ani zawierająca ją mozaistyczna czy chrześcijańska Biblia), z drugiej strony jest w nim napisane, że dobry mąż jest miły i uprzejmy dla swojej żony nawet wtedy, kiedy jej zachowanie jest nieznośne. W podobnym duchu wypowiada się zresztą Biblia, która nakazuje – żony bądźcie posłuszne swoim mężom, mężowie szanujcie swoje żony.
Muzułmanin ma prawo mieć do czterech żon pod warunkiem zgody każdej kolejnej. Musi je równoważnie kochać. Równouprawnienie płci w ustawodawstwie nastąpiło w krajach kultury europejskiej już od lat 1920., a dzisiaj np. w krajach skandynawskich istnieje parytet w rządzie i administracji (liczba kobiet w tych resortach musi odpowiadać procentowi kobiet wśród wyborców). Kraje muzułmańskie są bardzo dalekie od tych standardów. Jedynie Turcja wprowadziła pełne równouprawnienie płci; w praktyce jest ono przestrzegane tylko w największych miastach i w wyższych warstwach społecznych.
Zarówno Koran, jak i Sunna zawierają elementy, które ustawiają kobiety często powyżej pozycji, które miały przez setki lat (do początku XX wieku) kobiety chrześcijańskie: kobiety mają prawo do własnego majątku i mają prawo nim samodzielnie zarządzać. Mężczyzna ma obowiązek zaspokajać potrzeby żony w stopniu takim samym, jak swoje własne, nie ma żadnych zakazów pełnienia przez kobiety funkcji publicznych czy zdobywania wykształcenia (w historii było wiele wykształconych muzułmanek i nawet kilka kobiet rządzących, włącznie z Benazir Bhutto, premierka Pakistanu).
W krajach muzułmańskich silna jest jednak tradycja oparta na hadisach, która zabrania kobietom działalności publicznej i pracy zawodowej, ograniczając aktywność kobiet tylko do roli żon, matek i gospodyń domowych. W ortodoksyjnych społecznościach islamskich kobiety żyją zamknięte w domach, a wychodzić na zewnątrz mogą bardzo rzadko i przeważnie tylko do meczetu, nawet zakupy robią mężczyźni. W wielu krajach islamu kobieta nie może sama wejść np. do restauracji i innych lokali publicznych. 
W opinii wielu muzułmanów sytuacja kobiet w niektórych krajach islamskich zaczęła gwałtownie pogarszać się w XX wieku (to zjawisko nasiliło się od lat 1980. np. w Iranie, Afganistanie i Libanie, a także wśród muzułmańskich imigrantów w krajach Europy Zachodniej). Trudno ocenić, co spowodowało takie ograniczenie ich praw, ale niewykluczone, że jest to reakcja na coraz intensywniejsze kontakty z kulturą i krajami Zachodu, gdzie kobiety zyskiwały coraz większą swobodę i równocześnie zachowywały się w sposób, zdaniem muzułmanów, uwłaczający godności kobiecej. Mogło to być także spowodowane obawą, że europejski model rodziny doprowadzi do zniszczenia religii i kultury islamskiej. W innych krajach islamskich (np. w Turcji, Tunezji czy Libanie) kobiety zdobywają współcześnie prawa zbliżone do męskich, a hidżab nie jest wymuszany prawem.

## Postępowy islam
Od końca XIX wieku istnieje wśród muzułmanów wiele ruchów, które głoszą konieczność reformowania islamu przez odejście od dosłownej interpretacji Koranu i hadisów. Twierdzą oni, że przyczyną niepowodzeń muzułmanów jest m.in. „zamrożenie” ich rozwoju społecznego na epoce średniowiecza. Te tezy spotykały się z okresowym życzliwszym przyjęciem w krajach takich jak Egipt, Indonezja czy Pakistan. Turcja jest jedynym krajem muzułmańskim, którego prawodawstwo ustanawia pełne równouprawnienie płci.

## Kobiety rządzące w krajach islamu
Nielicznym muzułmankom w historii udało się przełamać zwyczajowy zakaz działalności publicznej:
- A’isza bint Abi Bakr, żona Mahometa, jest pierwszym przykładem muzułmanki, która wywierała wpływ na politykę (sprzeciwiając się Alemu) i decydowała o autentyczności hadisów.

 Urwa ibn az-Zubajr powiedział:

    Nie widziałem większego uczonego w nauczaniu Koranu niż Aisza, obowiązki, słuszne i niesłuszne sprawy, poezja i literatura, arabska historia i genealogia.

Abu Musa al-Aszari powiedział:

    Kiedy my, Towarzysze Proroka*, napotykaliśmy trudności w sprawie jakiegoś Hadisu, przedstawialiśmy ten problem Aiszy. Ona zawsze miała sprecyzowaną wiedzę na ten temat.

Hafiz Ibn Hajar powiedział:

    ... mówi się, że ćwierć nakazów Szariatu zostało przekazane przez nią.
- Razija Sultan rządziła krótko Sułtanatem Delhijskim.
- Szadżar ad-Durr jako sułtan mameluków rządziła krótko Egiptem.
- Aisza bint Sa’id Ibn Abi Wakkas uczyła pierwszego kompilatora Hadisów – Malika.
- Sajjida uczyła Ibn Arabiego, najsłynniejszego myśliciela sufickiego

Współcześnie najważniejsze funkcje w rządzie pełniły:
- Pakistan: Benazir Bhutto
- Indonezja: Megawati Sukarnoputri
- Turcja: Tansu Ciller
- Bangladesz: Khaleda Zia

## Prawo głosu dla kobiet
Od połowy XX wieku do dziś obserwować można w większości krajów muzułmańskich złagodzenie tradycyjnego sprzeciwu wobec prawa głosu dla kobiet w wyborach. W innych krajach, takich jak Iran i Liban, dzieje się przeciwnie. Trzeba podkreślić, że nawet w krajach, gdzie takie prawo kobiety mają, w praktyce jest ono często ograniczane, np. mąż może głosować w imieniu żony i innych kobiet w rodzinie. Arabia Saudyjska i Liban przyznają prawo głosu tylko kobietom wykształconym.